# Selina Heregger
Selina Heregger, née le 29 avril 1977 à Lienz, est une skieuse alpine autrichienne.

## Palmarès

### Championnats du Monde
- Championnats du monde de 2001 à Sankt-Anton (Autriche) :
  -  Médaille de bronze en Descente.

### Coupe du Monde
- Meilleur classement au Général : 17e en 2002.
- Aucune victoire en course.